# Bivinia
Bivinia é um género botânico pertencente à família Salicaceae.